# قصر التنانين
قصر التنانين أي بالإسبانية: Casa de los Dragones كازا دا لوس دراگوناس، هو معلم مهم من معالم سبتة، الأرض المطوقة الإسبانية المحاطة بالمغرب في ساحل أفريقيا الشمالي. القصر يشرف على ميدان الملوك.

## تاريخ

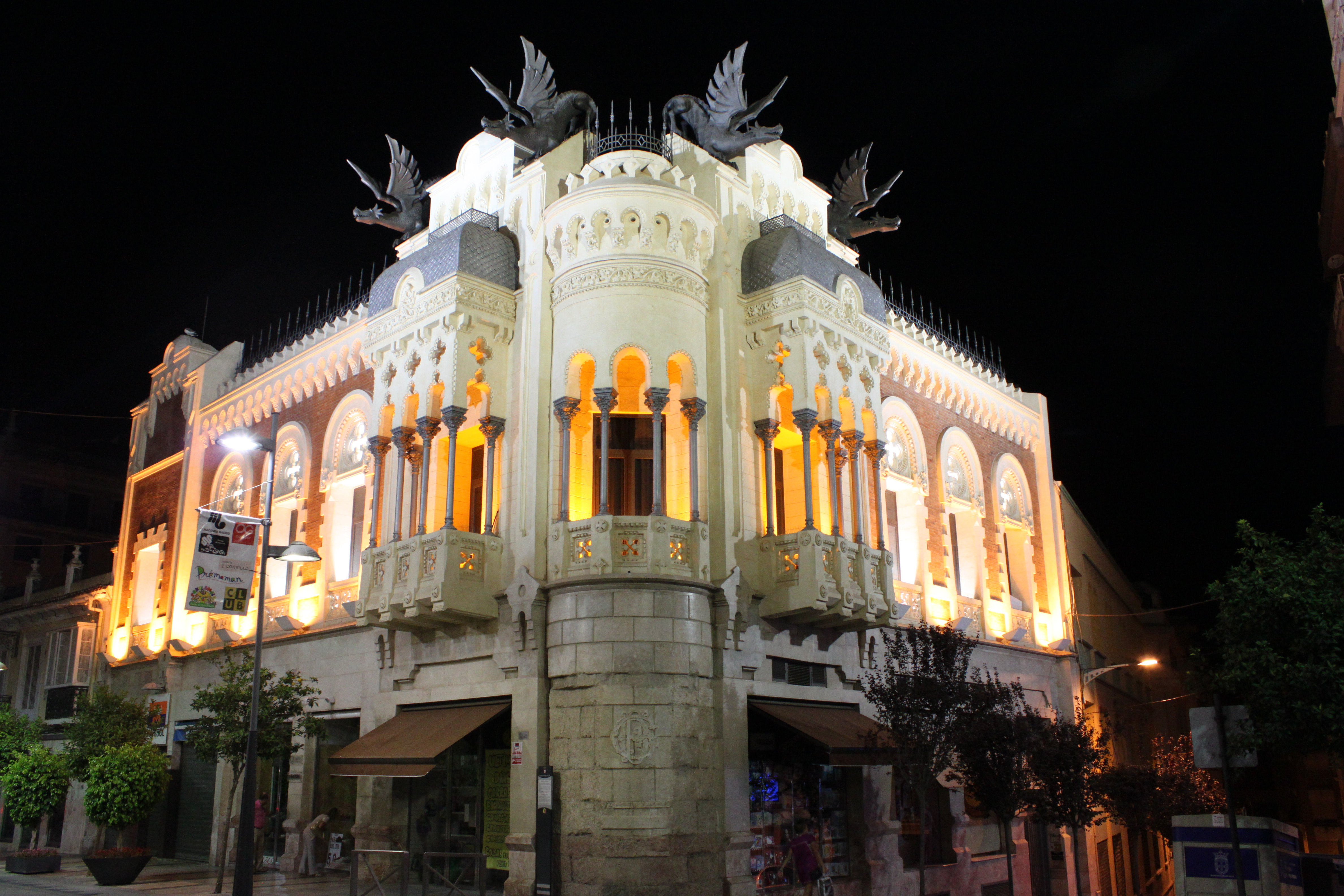
التنانين بالليل

بني عام 1900 بطلب فرانسيسكو سارني گونزالز حاكم سبتة بين 1897 و 1903 بشراكة أخيه ريكاردو، وصممها المعماري البلنسي خوسي كورتينا پاراز واكتمل عام 1905.
العمارة ذات التنانين النحاسية تقع على ناصية تقاطع طريق كامويس مع شارع ميلان أستراي في ميدان الملوك.
كان من المفترض أن يحمل القصر اسم الأخوين سارني گونزالز إلا أنه أصبح معروفا باسم «قصر التنانين». 
أزيلت التنانين الأصلية عام 1925 وضاعت فيما بعد ولكن صمم أنطونيو رومارو فاياخو أربعة تنانين جديدة لتحل محلها. التنانين الجديدة هي مصنوعة رئيسيا من الراتنج واللدائن المدعمة بألياف زجاجية وهي مصبوغة لتظهر كأنها من النحاس. وزن كل واحدة لا يفوق 200 كيلوغرام. تم تركيبها نوفمبر 2006.